# ぼく (松本ちえこの曲)
『ぼく』は、1976年11月25日に発売された松本ちえこの5枚目のシングル。

## 概要
- 松本にとって、前々作の「恋人試験」に次ぐ二番目の売り上げ枚数となる、約20万枚を記録。オリコンチャートでは最高7位となり、3作品連続のオリコンベスト10入りを果たした[1]。
- 歌詞の中に漫画「ピーナッツ」のキャラクター「スヌーピー」の名称が使われているため、本楽曲をNHKで歌唱した際は「赤いキャップ」「可愛い仔犬」と、歌詞を変更して歌っていた[2]。2番の歌詞には、アラン・ドロンとの共演で知られるフランスの女優ミレイユ・ダルクの名前が登場する。
- 本作のレコードジャケットは大森雄作が撮影[3]。1976年度邦楽シングル・ベストジャケット賞を受賞している[4]。
- また、本楽曲は資生堂「バスボンシャンプー」の高校生・教室編のCMソングとして使用された[5]。

## 収録曲
- 全曲作詞：さいとう大三／作曲・編曲：馬飼野俊一

1. ぼく
2. 恋の手紙にルールはない